# Сан Вито (Тренто)
Сан Вито (итал. San Vito) је насеље у Италији у округу Тренто, региону Трентино-Јужни Тирол.
Према процени из 2011. у насељу је живело 132 становника. Насеље се налази на надморској висини од 704 м.